# Río Arba de Biel
Río Arba de Biel este o arie protejată (arie specială de conservare — SAC, sit de importanță comunitară — SCI) din Spania întinsă pe o suprafață de 583,76 ha, integral pe uscat.

## Localizare
Centrul sitului Río Arba de Biel este situat la coordonatele 42°16′17″N 0°56′21″W / 42.2713°N 0.939092°V.

## Înființare
Situl Río Arba de Biel a fost declarat sit de importanță comunitară în iulie 2000 pentru a proteja 7 specii de animale. Situl a fost protejat și ca arie specială de conservare în februarie 2021.

## Biodiversitate
Situată în ecoregiunea mediteraneană, aria protejată conține 6 habitate naturale: Galerii și tufărișuri riverane sudice (Nerio-Tamaricetea și Securinegion tinctoriae), Păduri iberice de Quercus faginea și Quercus canariensis, Galerii de Salix alba și de Populus alba, Pseudostepă cu ierburi și specii anuale de Thero-Brachypodietea, Râuri de munte și vegetația lor lemnoasă cu Salix elaeagnos, Păduri de Quercus ilex și Quercus rotundifolia.
La baza desemnării sitului se află mai multe specii protejate:
- nevertebrate (4): croitorul mare al stejarului (Cerambyx cerdo), fluturele de noapte (Eriogaster catax), fluturele auriu (Euphydryas aurinia), rădașcă (Lucanus cervus)
- pești (2): Achondrostoma arcasii, Parachondrostoma miegii
- reptile (1): țestoasa de baltă (Emys orbicularis)

Pe lângă speciile protejate, pe teritoriul sitului au mai fost identificate 1 specie de plante, 19 specii de păsări, 5 specii de amfibieni, 3 specii de mamifere, 1 specie de nevertebrate, 3 specii de pești.